# Val di Peio
La Val di Peio (spesso scritto impropriamente Val di Pejo, chiamata anche la Valéta in dialetto solandro), è una valle alpina del Trentino occidentale, laterale della Val di Sole. Ha un andamento da nord-ovest a sud-est e la classica conformazione a "V" tipica delle valli fluviali. È infatti percorsa dal torrente Noce, che nasce dall'unione di due rami distinti che s'incontrano a Cogolo e conferiscono alla valle un disegno a "Y". Le biforcazioni vallive sono rispettivamente la Val de la Mare a nord e la Val del Monte a est.

## Geografia
Il territorio della "valéta", come viene dialettalmente identificata, corrisponde quasi totalmente a quello del comune di Peio, una minima parte si espande nel comune di Ossana, proprio dove, presso la frazione di Fucine, la valle confluisce nella Val di Sole. Nella zona della Val del Monte, però si estende anche una ridotta porzione di superficie del comune di Pellizzano, proprietà della frazione di Termenago, contenente una malga (Malga Frataséca) e bosco soggetto all'amministrazione d'uso civico. È vicina al gruppo delle Dolomiti di Brenta e al gruppo Adamello-Presanella.
La valle conta circa 1 900 abitanti, tutti residenti nel comune di Peio. Il capoluogo (sede del Comune) è Cogolo, altre frazioni della valle sono: Celledizzo, Celentino, Comasine, Peio Paese, cui si aggiungono le località di Peio Fonti e Strombiano. Cogolo è un piccolo paese montano a 1170 m, località turistica adatta agli amanti della montagna e della natura. Immerso nel Parco nazionale dello Stelvio e ai piedi del Gruppo montuoso Ortles-Cevedale con le famose 13 cime. Raggiungibile in giornata è il monte Vioz a 3645 m, grazie alla presenza di impianti di risalita che partendo da Peio Fonti risalgono fino al Doss dei Cembri a quota 2350 m. Da qui parte un sentiero classificato per escursionisti esperti.

## Storia

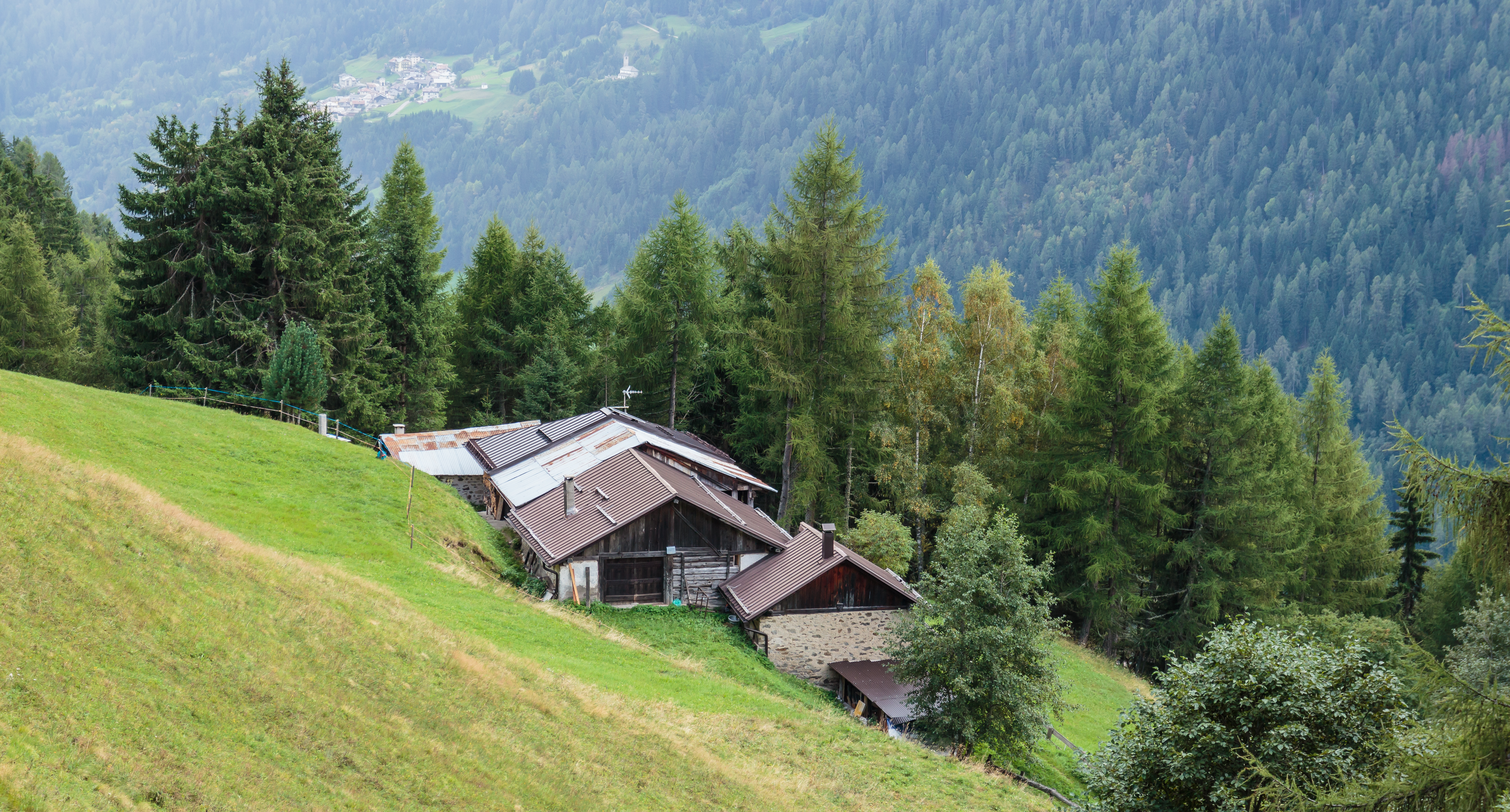
Val di Peio

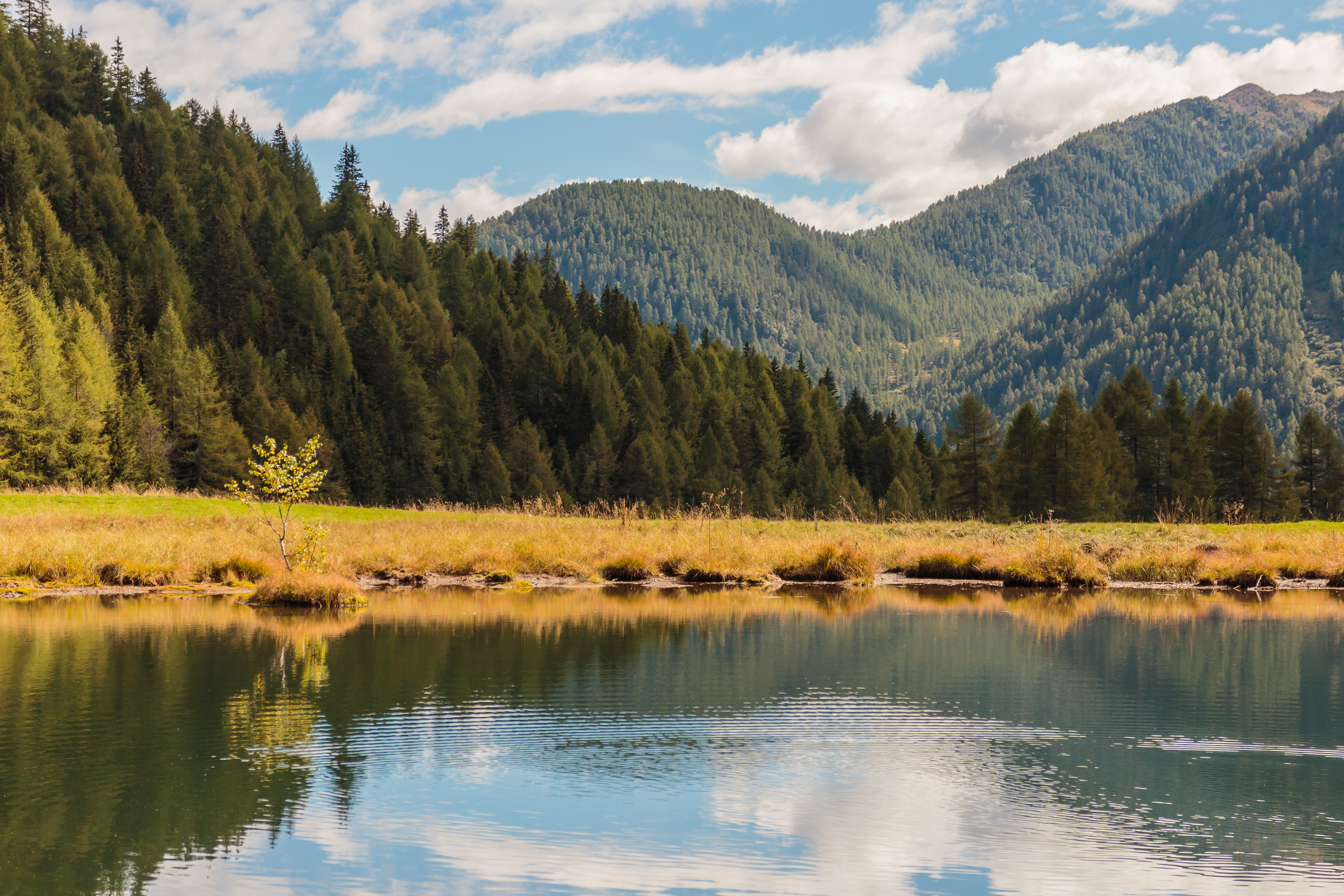
Lago Covel

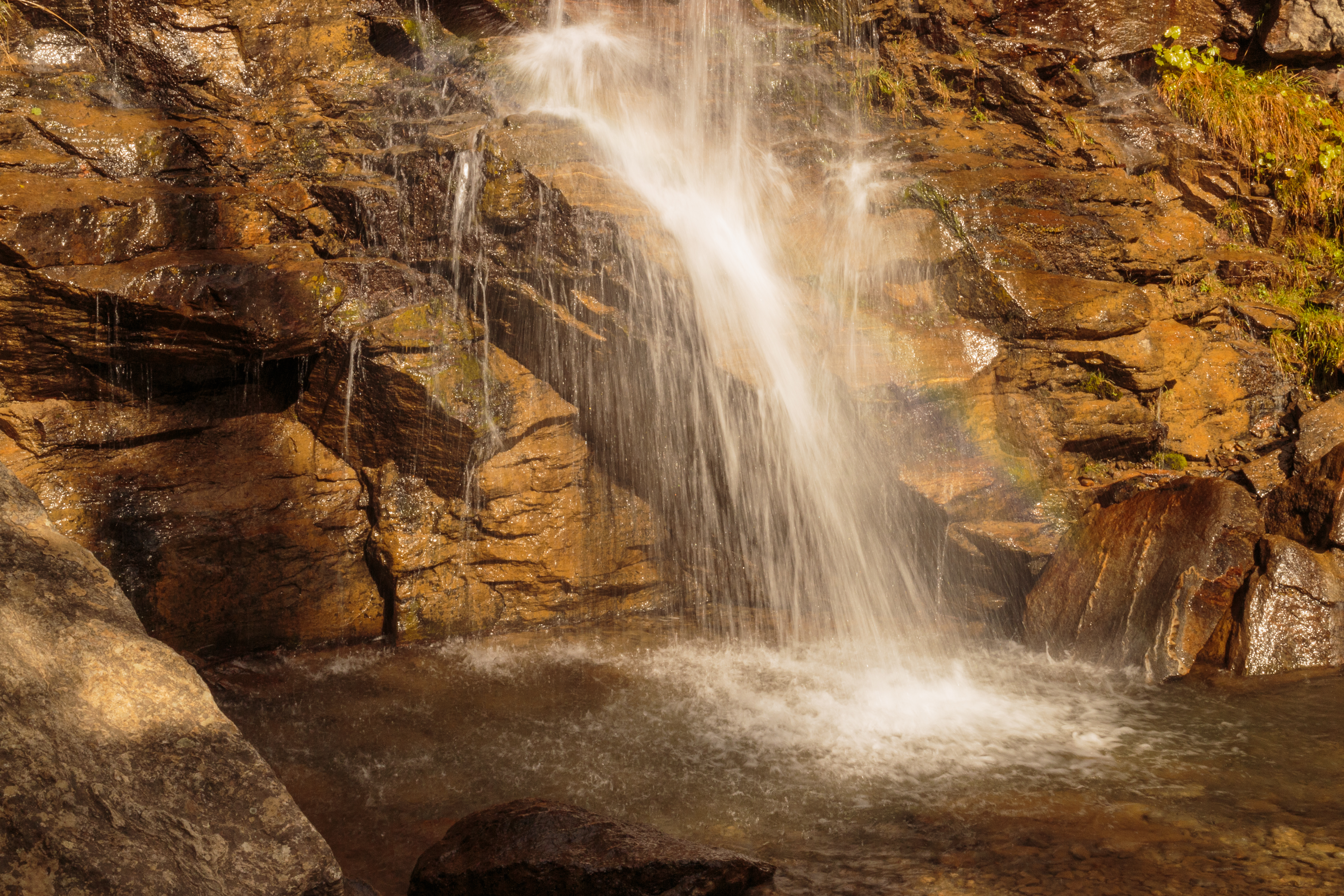
Cascata in Val Peio

La Val di Peio è nota per le acque minerali e per le miniere di ferro magnetite. Già i Romani e prima di essi i Galli sfruttarono forse queste miniere. I documenti affermano che nel febbraio del 1398 il principe vescovo di Trento Giorgio di Liechtenstein concesse il diritto di cercare e di scavare metalli in Val di Sole. La Val di Peio risulta essere quindi terra di antica colonizzazione, dovuta alle risorse del sottosuolo. Era terra di passaggio verso la Lombardia attraverso il valico del Montozzo e verso la Valtellina, Bormio e la Svizzera attraverso il valico della Sforzellina. Era anche zona di passaggio di contrabbandieri.
La conformazione geologica dei monti di Peio è la principale responsabile di una certa floridezza economica nell'epoca dal 500 - 600 fino alla metà dell'800, grazie alle estrazioni minerarie. La Valletta è stata terra di immigrazione ed emigrazione. L'attività mineraria fu monopolio di diverse famiglie lombarde, bergamasche e comasche, che si erano insediate in passato. La presenza del ferro è anche responsabile della mineralizzazione delle sorgenti d'acqua, la cui scoperta risale al XVI secolo. L'immigrazione fu di tale portata che ebbe una notevole influenza anche sulle condizioni glottologiche dei paesi di Ossana e Pellizzano, luoghi dove i minatori vivevano con le famiglie.
La ricchezza di corsi d'acqua ha permesso l'avvio, negli anni venti del XX secolo, di un intensivo sfruttamento idroelettrico con la costruzione di bacini artificiali e di centrali di trasformazione dell'energia idraulica in elettrica. Per le tecniche costruttive del tempo, l'imponenza dei lavori e le quote di realizzazione, le due dighe del Careser (2600 m) e del Palù (1800 m) possono essere considerate opere grandiose. Forte è stato l'impulso economico portato da queste opere alle modeste condizioni delle famiglie locali impegnate nei lavori. Nei cantieri lavoravano oltre 1000 operai. Tipica della zona, in particolare di Celledizzo, era l'emigrazione stagionale dei parolòti, i ramai e calderai ambulanti che numerosi in autunno lasciavano il paese per percorrere le strade di città e di paesi nelle provincie padane.

## Economia
La vocazione della valle è prettamente turistica, anche se permane ancora una minima attività agricola di allevamento delle vacche e, in ambito industriale, lo stabilimento di imbottigliamento della rinomata Acqua Pejo.
Sia in estate, sia in inverno, sono molte le attività che si possono praticare. In inverno: sci alpino, snowboard, scialpinismo, sci di fondo, escursioni con le racchette da neve, pattinaggio su ghiaccio.
In estate: escursioni accompagnate e non nel Parco Nazionale dello Stelvio, trekking, attraversate, arrampicata sportiva, mountain bike, tennis, nordic walking e pesca nel torrente Noce e nel lago di Pian Palù. 
Sport d'aria: parapendio, deltaplano.